# Cucumis anguria
Cucumis anguria, auch als Antillengurke bekannt, ist eine Kletterpflanze, die ursprünglich in Afrika heimisch war. Inzwischen lebt sie auch in den meisten Ländern der neuen Welt und wurde in vielen anderen Ländern kultiviert.

## Beschreibung
Cucumis anguria ist eine krautartige Kletterpflanze, die bis zu 3 Meter lang wird. Die langstieligen Früchte haben ungefähr die Maße 4,5 cm × 3,5 cm und sind eher eiförmig als rechteckig. Die Oberfläche dieser hat lange Haare, die Stacheln und rundliche Erhebungen ebendieser bedecken. Das Fruchtfleisch ist grünlich gefärbt. Die Früchte haben zumeist einen bitteren Geschmack. Gelegentlich treten auch Früchte mit einem nicht bitterem Geschmack auf.

## Verwendung
Cucumis anguria wird hauptsächlich als Nahrungsmittel angebaut. Die Früchte werden in Salzlake gelagert, gekocht oder roh verspeist. Früchte der Cucumis anguria sind besonders im Norden und Nordosten Brasiliens beliebt, wo sie Bestandteil des Cocidos, eines regionalen Eintopfes, sind.
Cucumis anguria wurde in der Volksmedizin zur Behandlung von Bauchschmerzen eingesetzt. Insbesondere die Früchte (genannt auch Angurien, lateinisch Anguria) fanden in der alten Heilkunde Verwendung.

## Ökologie
Wilde Cucumis anguria sind Bewohner von Laub- und Mischwäldern, Baum- und Strauchsavannen, Grasland und Halbwüsten, bis zu einer Höhe von 1500 m. Selten treten sie als Unkraut in der Kultivierung auf.
Sie sind tolerant gegenüber verschiedenen Böden, einschließlich Kalaharisand und rotem Lehm. In ihren Wachstumsgebieten im südlichen Afrika gibt es Niederschlagsmengen zwischen 400 und 1000 mm. Die Temperaturen betragen während der Wachstumssaison zwischen 15 und 35 °C. Cucumis anguria ist gegen Frost und niedrige Temperaturen intolerant.